# Enfermedad del Nobel
La enfermedad del Nobel o Nobelitis es el fenómeno en el cual algunos ganadores del Premio Nobel, aceptan y promueven ideas erróneas y a menudo extrañas o pseudocientíficas, generalmente en etapas tardías de su vida. Se ha argumentado que el efecto resulta, en parte, de una tendencia de los ganadores del Nobel a sentirse empoderados por el premio para hablar sobre temas fuera de su área específica de competencia. Y el término "enfermedad de Nobel" ha sido descrito como "irónico".
Si bien se desconoce si los ganadores de este premio son más propensos a esta tendencia que otras personas Paul Nurse, co-ganador del Premio Nobel de Fisiología o Medicina 2001, advirtió a futuros galardonados contra "creer que son expertos en casi todo y estar preparados para expresar opiniones sobre la mayoría de los temas con gran confianza, escudándose en la autoridad que el Premio Nobel puede otorgar."

## Repercusiones
Si bien no está claro si los ganadores del Nobel son estadísticamente más propensos a errores de pensamiento crítico que otros científicos, el fenómeno es de interés porque proporciona una prueba de que ser una autoridad en un campo no necesariamente convierte a la persona en una autoridad en cualquier otro campo. Y, en la medida en que ganar un Premio Nobel sirva como indicador indirecto de brillantez científica y alta inteligencia general, tales características no son incompatibles con el pensamiento o creencias irracionales.
La enfermedad del Nobel también sirve para demostrar que, para algunos ganadores de premios, ser aclamado universalmente como correcto parece reforzar el sesgo de confirmación del ganador más que su escepticismo.

## Ganadores reportados como ejemplos de la enfermedad del Nobel

### Phillipp Lenard
Phillipp Lenard ganó el Premio Nobel de Física en 1905 por su trabajo sobre los rayos catódicos. Fue partidario del Partido Nazi y promovió la idea de la física alemana y la física judía.

### Alexis Carrel
Alexis Carrel, ganador del Premio Nobel de Fisiología o Medicina en 1912 por la invención de la bomba de perfusión, se convirtió en un defensor de las políticas eugenésicas en la Francia de Vichy.

### Charles Richet
Charles Richet ganó el Premio Nobel de Fisiología o Medicina en 1913 por sus investigaciones sobre la anafilaxia. También creía en la percepción extrasensorial, la actividad paranormal, la radiestesia y los fantasmas.

### Linus Pauling
Linus Pauling ganó el Premio Nobel de Química en 1954. Una década antes de ganar el premio, fue diagnosticado con enfermedad de Bright, la cual trató en parte con la ingesta de suplementos vitamínicos que, según él, mejoraron drásticamente su condición. Más tarde propuso tomar altas dosis de vitamina C para reducir la probabilidad y la gravedad de experimentar el resfriado común. El mismo Pauling consumía diariamente cantidades de vitamina C que eran más de 120 veces la ingesta diaria recomendada. Además, argumentó que las megadosis de vitamina C tienen un valor terapéutico para el tratamiento de la esquizofrenia y para prolongar la vida de los pacientes con cáncer. Ninguna de estas afirmaciones está respaldadas por los hallazgos científicos disponibles.

### William Shockley
William Shockley, quien compartió el Premio Nobel de Física en 1956 con Walter Brattain y John Bardeen por su invención del transistor, creía en el racismo y la eugenesia.

### Kary Mullis
Kary Mullis ganó el Premio Nobel de Química en 1993 por el desarrollo de la reacción en cadena de la polimerasa. Mullis no estaba de acuerdo con la opinión aceptada y científicamente verificada de que el SIDA es causado por el virus del VIH, ha cuestionado la evidencia de las contribuciones humanas al calentamiento global, profesaba la creencia en la astrología y afirmaba que una vez se encontró con un mapache fluorescente que habló con él.

### Luc Montagnier
Luc Montagnier ganó el Premio Nobel de Fisiología o Medicina en 2008. En 2009, en un artículo no revisado por pares en una revista que él mismo había fundado, Montagnier afirmó que las soluciones que contienen el ADN de bacterias y virus patógenicos podrían emitir ondas de radio de baja frecuencia que inducen a las moléculas de agua circundantes a organizarse en "nanoestructuras". Sugirió que el agua podría retener tales propiedades incluso después de que las soluciones originales se diluyeran masivamente, hasta el punto en que el ADN original se había desvanecido de manera efectiva, y que el agua podría retener la "memoria" de las sustancias con las que había estado en contacto, afirmaciones que colocan su trabajo en estrecha alineación con los principios pseudocientíficos de la homeopatía. Además, afirmó que la información de la secuencia de ADN podría 'teletransportarse' a través de estas ondas de radio a un tubo de ensayo separado lleno de agua purificada. Explicó este supuesto fenómeno englobándolo en el marco de la teoría cuántica de campos. Apoyó la opinión científicamente desacreditada de que las vacunas causan autismo y llegó a afirmar que los antibióticos tienen un valor terapéutico en el tratamiento del autismo.

### Louis J. Ignarro
Louis J. Ignarro, ganador del Nobel de Fisiología o Medicina en 1998 por sus investigaciones sobre el óxido nítrico como molécula de señalización en el sistema cardiovascular, se convirtió en consultor de Herbalife y ayudó a promover los suplementos dietéticos. Estudió sus efectos en ratones y es conocido por su frase "Lo que es bueno para los ratones es bueno para los humanos"

### Nikolaas Tinbergen
Nikolaas Tinbergen ganó el Premio Nobel de Fisiología o Medicina en 1973. Durante su discurso de aceptación del Nobel, Tinbergen promovió la ampliamente desacreditada teoría sobre la causa del autismo conocida como "la madre frigorífica", estableciendo así un "récord casi imbatible por el tiempo más corto entre recibir el Premio Nobel y decir algo realmente estúpido sobre un campo en el que el galardonado tenía poca experiencia". En 1985, Tinbergen fue coautor de un libro con su esposa que recomendaba el uso de la "terapia de retención" para tratar el autismo, una forma de tratamiento que no tiene respaldo empírico y que puede ser físicamente peligrosa.

### Brian Josephson
Brian Josephson ganó el Premio Nobel de Física en 1973. Josephson ha promovido una variedad de creencias desacreditadas o no respaldadas científicamente, incluida la noción homeopática de que el agua puede "recordar" de alguna manera las propiedades químicas de las sustancias diluidas en su interior, la opinión de que la meditación trascendental es útil para traer recuerdos traumáticos inconscientes a la conciencia y la posibilidad de que los humanos puedan comunicarse entre sí mediante el uso de la telepatía.

### James Watson
James Watson fue galardonado con el Premio Nobel de Fisiología o Medicina de 1962, junto con Francis Crick y Maurice Wilkins, "por sus descubrimientos sobre la estructura molecular de los ácidos nucleicos y su importancia para la transferencia de información en la materia viva". Desde al menos el año 2000, Watson ha afirmado de manera constante y pública que los negros son intrínsecamente menos inteligentes que los blancos, y que la exposición a la luz solar en las regiones tropicales y los niveles más altos de melanina hacen que las personas de piel oscura tengan un mayor deseo sexual. Él mismo sería legalmente negro según la regla de una gota.

### Otros premios Nobel
Scott O. Lilienfeld et al. enumeran más ejemplos de "premios Nobel que sostuvieron/sostienen ideas extrañas": Pierre Curie, que participó en sesiones espirituales; John William Strutt, que "era aficionado a la parapsicología"; J. J. Thomson, que estaba interesado en los fenómenos psíquicos; Santiago Ramón y Cajal, que escribió un libro "sobre hipnosis, espiritualismo y metafísica"; j, que, junto con Carl Jung, "desarrolló el concepto de sincronicidad"; Egas Moniz, por su creencia de que la lobotomía puede tratar enfermedades mentales; Julian Schwinger, por su trabajo sobre la fusión fría; Ivar Giaever, por su escepticismo sobre el calentamiento global; Arthur Schawlow, por su apoyo a una desacreditada "técnica de comunicación facilitada para el autismo"; y Richard Smalley, por la promoción de ideas antievolucionistas.